# Muzeum Afryki w Sobanicach
Muzeum Afryki w Sobanicach – prywatne muzeum położone we wsi Sobanice (powiat płoński). Placówka mieści się na terenie Centrum Rozrywki i Rekreacji AGROTOUR.
Muzeum powstało ono na bazie prywatnej kolekcji Stefana Kamińskiego. Mieści ono ekspozycję pamiątek z Afryki, w skład której wchodzą rzeźby, maski, stroje, przedmioty codziennego użytku, rękodzieło oraz inne przedmioty pochodzące z Czarnego Lądu. Zwiedzanie kolekcji poprzedza ok. 20 minutowa prelekcja. Obok budynku muzeum znajduje się Centrum Afryki, na które składają się dwie zrekonstruowane wioski afrykańskie: jedna z Angoli, druga z Mali.
Muzeum jest czynne w godzinach otwarcia Centrum, a wstęp do niego jest możliwy w ramach biletu ogólnego. Otwarcie nastąpiło w maju 2014 roku.